# Ciclisme als Jocs Olímpics d'estiu de 1908 - Tàndem masculí
La prova dels 2000 metres tàndem masculí va ser una de les set proves de ciclisme en pista que es van disputar als Jocs Olímpics de Londres de 1908. El temps màxim per completar la cursa era de 4 minuts.
Hi van prendre part 34 ciclistes de 7 nacions diferents, sent disputada entre el 13 i el 15 de juliol de 1908.

## Medallistess
| Or                                   | Plata                                     | Bronze                                |
| FrançaAndré Auffray Maurice Schilles | Regne UnitFrederick Hamlin Horace Johnson | Regne UnitColin Brooks William Isaacs |

## Resultats

### Primera ronda
El vencedor de cadascuna de les set sèries i el millor segon equip passa a semifinals. La competició es disputà el dilluns 13 de juliol de 1908 a partir d'un quart de cinc de la tarda.
| Sèrie 1 | Sèrie 1                     | Sèrie 1        | Sèrie 1    |
| Posició | Ciclistes                   | Nació          | Temps      |
| ------- | --------------------------- | -------------- | ---------- |
| 1       | Colin Brooks William Isaacs | Regne Unit     | 3' 09,4"   |
| 2       | Alwin Boldt Hermann Martens | Imperi Alemany | a 5 llargs |

| Sèrie 2 | Sèrie 2                         | Sèrie 2    | Sèrie 2    |
| Posició | Ciclistes                       | Nació      | Temps      |
| ------- | ------------------------------- | ---------- | ---------- |
| 1       | Frederick Hamlin Horace Johnson | Regne Unit | 3' 14,8"   |
| 2       | Maurice Texier Paul Texier      | França     | a 4 llargs |

| Sèrie 3 | Sèrie 3                         | Sèrie 3        | Sèrie 3           |
| Posició | Ciclistes                       | Nació          | Temps             |
| ------- | ------------------------------- | -------------- | ----------------- |
| 1       | Max Götze Otto Götze            | Imperi Alemany | 2:55.6            |
| 2       | Charles Avrillon Joseph Guyader | França         | a tocar           |
| 3       | C. McKaig Edward Piercy         | Regne Unit     | a 2 llargs del 2n |

| Sèrie 4 | Sèrie 4                          | Sèrie 4    | Sèrie 4      |
| Posició | Ciclistes                        | Nació      | Temps        |
| ------- | -------------------------------- | ---------- | ------------ |
| 1       | Léon Coeckelberg Jean Patou      | Bèlgica    | 2' 25,0"     |
| 2       | John Barnard Arthur Rushen       | Regne Unit | a 1,2 llargs |
| 3       | Andrew Hansson Gustaf Westerberg | Suècia     | vençut       |

| Sèrie 5 | Sèrie 5                        | Sèrie 5    | Sèrie 5   |
| Posició | Ciclistes                      | Nació      | Temps     |
| ------- | ------------------------------ | ---------- | --------- |
| 1       | André Auffray Maurice Schilles | França     | 3' 11,4"  |
| 2       | Philipus Frylink Floris Venter | Sud-àfrica | a 1 llarg |

| Sèrie 6 | Sèrie 6                       | Sèrie 6    | Sèrie 6    |
| Posició | Ciclistes                     | Nació      | Temps      |
| ------- | ----------------------------- | ---------- | ---------- |
| 1       | François Bonnet Octave Lapize | França     | 3' 06,8"   |
| 2       | Robert Jolly J. Norman        | Regne Unit | a 6 llargs |

| Sèrie 7 | Sèrie 7                           | Sèrie 7    | Sèrie 7    |
| Posició | Ciclistes                         | Nació      | Temps      |
| ------- | --------------------------------- | ---------- | ---------- |
| 1       | Johnnie Matthews Leonard Meredith | Regne Unit | 2:43.2     |
| 2       | Gaston Dreyfus André Poulain      | França     | a 2 llargs |
| 3       | Frederick McCarthy William Morton | Canadà     | vençut     |

### Semifinals
L'equip més ràpid de cadascuna de les dues semifinals i el segon classificat més ràpid passa a la final
Les semifinals es disputaren el dimecres 15 de juliol de 1908 a partir de les 5 de la tarda.
| Semifinal 1 | Semifinal 1                     | Semifinal 1    | Semifinal 1 |
| Posició     | Ciclistes                       | Nació          | Temps       |
| ----------- | ------------------------------- | -------------- | ----------- |
| 1           | Frederick Hamlin Horace Johnson | Regne Unit     | 2' 42,2"    |
| 2           | Colin Brooks William Isaacs     | Regne Unit     | a 6 llargs  |
| 3           | Max Götze Otto Götze            | Imperi Alemany | desconegut  |
| 4           | Léon Coeckelberg Jean Patou     | Bèlgica        | desconegut  |

| Semifinal 2 | Semifinal 2                       | Semifinal 2 | Semifinal 2 |
| Posició     | Ciclistes                         | Nació       | Temps       |
| ----------- | --------------------------------- | ----------- | ----------- |
| 1           | André Auffray Maurice Schilles    | França      | 2' 46,2     |
| 2           | Johnnie Matthews Leonard Meredith | Regne Unit  | a 1 llarg   |
| 3           | John Barnard Arthur Rushen        | Regne Unit  | desconegut  |
| 4           | François Bonnet Octave Lapize     | França      | desconegut  |

### Final
La final es disputa el dimecres 15 de juliol de 1908 a partir de tres quarts de sis de la tarda.
| Final   | Final                           | Final      | Final      |
| Posició | Ciclistes                       | Nació      | Temps      |
| ------- | ------------------------------- | ---------- | ---------- |
| Or      | André Auffray Maurice Schilles  | França     | 3' 07,6    |
| Plata   | Frederick Hamlin Horace Johnson | Regne Unit | desconegut |
| Bronze  | Colin Brooks William Isaacs     | Regne Unit | desconegut |